# Anatolio García Nozal
Anatolio García Nozal (Becerril del Carpio, Provincia de Palencia, 15 de marzo de 1898 – Manzanares, Provincia de Ciudad Real, 23 de octubre de 1936), más conocido por su nombre religioso Ildefonso de la Cruz), fue un pasionista español, fusilado en 1936 en tiempos de la persecución religiosa que estalló en España, durante la Guerra Civil. Es venerado como beato y mártir en la Iglesia católica.

## Reseña biográfica
Anatolio nació el 15 de marzo de 1898 en Becerril del Carpio, pueblo situado en el norte de la provincia de Palencia. Creció en el seno de una humilde familia campesina, siendo el menor de once hermanos. Murió su madre cuando aún no tenía dos años, y por ello creció al cuidado de una hermana. Tenía 14 años cuando conoció a los pasionistas porque predicaron una misión en su pueblo y se sintió atraído por esta congregación.  

En 1913 recibió el hábito pasionista en el convento de Corella (Navarra) con el nombre de Ildefonso de la Cruz. Estudió humanidades y filosofía. Cursó teología en Roma, donde llegó el 15 de diciembre de 1920. Aquí haría la profesión perpetua el 6 de enero de 1922. 

En noviembre de 1922, regresaba a España y era destinado a Corella y luego a Daimiel. Tras su llegada sufrió una nefritis y al finalizar su convalecencia, se ordenó sacerdote en 1924. 

Ocupó varios oficios apostólicos en distintas casas de España y fue rector de la casa de Daimiel, hasta que en 1936, año en que fue destinado a Cuba, pero desconocía que padecería el martirio antes de poder embarcarse en la misión que tanto añoraba.

Tras el asesinato de otros pasionistas el 23 de julio de 1936 su deseo aparece en las palabras que dirigió a otro compañero que cayó por la fe antes que él: "¡Dichoso el que ha obtenido la palma del martirio! Nosotros la tuvimos muy cerca y no fuimos dignos de ella". Tenía 22 años de vida religiosa en los pasionistas. Fue ejecutado en Manzanares (Ciudad Real) el 23 de octubre de 1936.

## Beatificación
Fue beatificado por el Papa Juan Pablo II el 1 de octubre de 1989 en la Plaza de San Pedro donde se encontraba un nutrido grupo de palentinos: familiares, devotos y amigos, encabezados por Nicolás Castellanos, Obispo de Palencia. Sus reliquias se conservan y veneran en la cripta del monasterio del Cristo de la Luz. Su memoria  litúrgica se celebra anualmente el 24 de julio.